# الباحث (فلم)
الباحث هو فيلم تلفزيوني مغربي من إخراج جمال بلمجدوب سنة 2007، و بطولة كل من رشيد الوالي، حنان الإبراهيمي، عبد الله لمصابحي، فضيلة بنموسى، فاطمة وشاي وغيرهم.

## القصة
يتحدث الفيلم عن "صلاح"، أستاذ مادة الرياضيات بإحدى الثانويات بالمغرب. وهو رجل ذكي، يمتلك جميع مواصفات الأستاذ المثالي، وعيبه الوحيد أنه يوظف ذكاءه هذا في حل رموز القمار، وهو مدمن على سباق الخيول.
يزيد طموح صلاح في الربح يوما بعد يوم، ولتحقيق طموحه هذا، سيفكر في المغامرة بجميع مدخرات الأسرة، بما في ذلك المال الذي وضعته زوجته جانبا لاستقبال مولودها الجديد.
ألمت حصرة كبيرة بمليكة، بعد كل ما قام به زوجها. لكن فجأة سينجح صلاح في معادلته، لتغمر الفرحة قلب مليكة، التي بدأت تحلم بحياة تسودهما الثروة ورغد العيش.